# Stenocotis depressa
Stenocotis depressa är en insektsart som beskrevs av Walker 1851. Stenocotis depressa ingår i släktet Stenocotis och familjen dvärgstritar. Inga underarter finns listade i Catalogue of Life.